# Kostel Notre-Dame (Dijon)
Notre-Dame de Dijon [notr dam dedižon] je gotický kostel v historickém centru francouzského města Dijon. Je zasvěcený Panně Marii.

## Popis
Trojlodní bazilika byla postavena v letech 1230–1251 a vyzdobena vitrážemi, které se zčásti zachovaly. Neobvyklé hlavní průčelí s hlubokým nartexem i celá konstrukce kostela bez vnějších opěráků patří mezi nejzajímavější gotické stavby v Burgundsku. V pravé příční lodi je socha Panny Marie Dobré Naděje (kolem 1200), jedna z nejstarších mariánských soch ve Francii. Současnou podobu má kostel po rozsáhlé restauraci, která proběhla v letech 1865–1884 pod vedením pařížského architekta Jeana Charlese Laisné (nikoli Viollet-le-Duca, jak se někdy chybně uvádí).

## Galerie

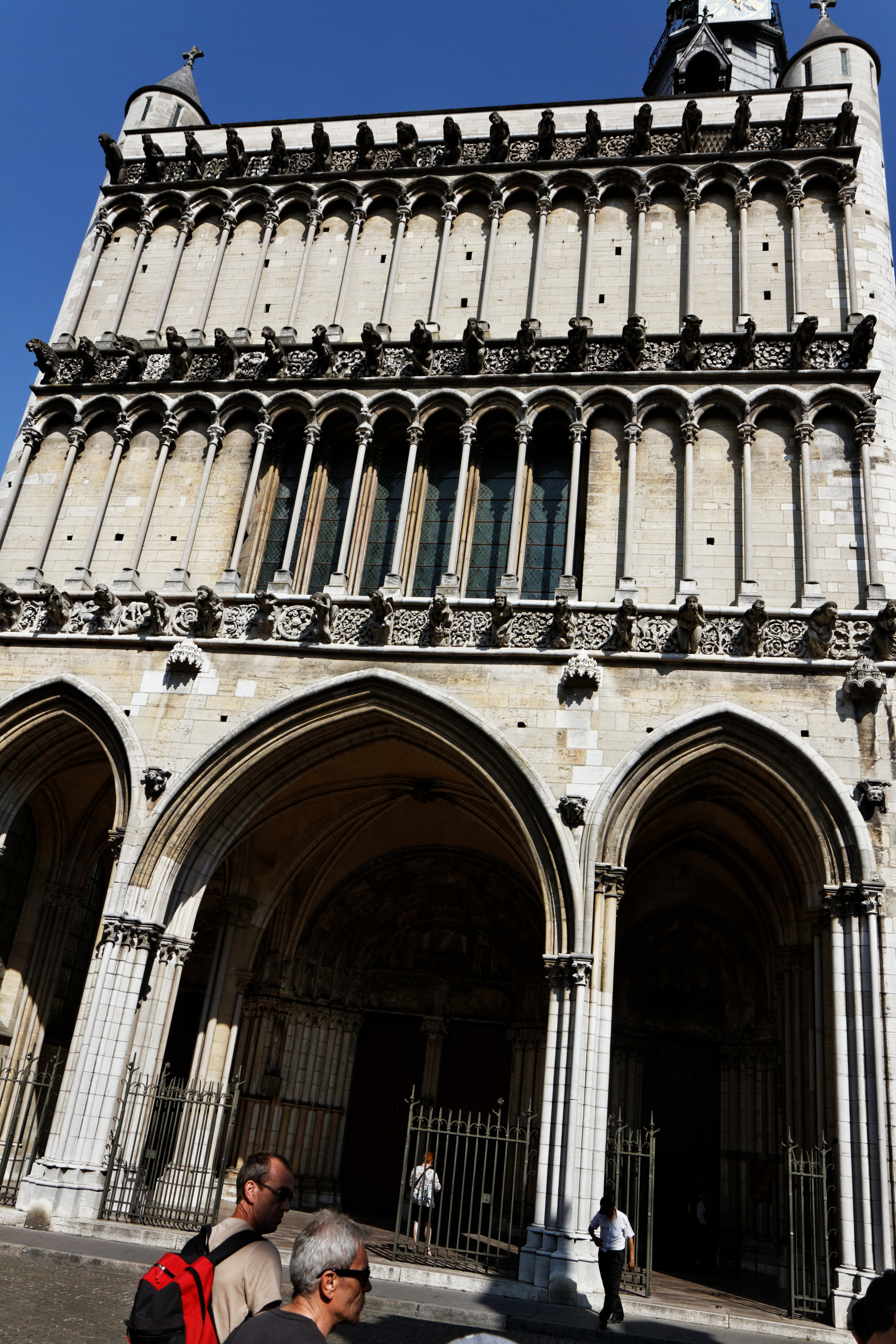
Průčelí
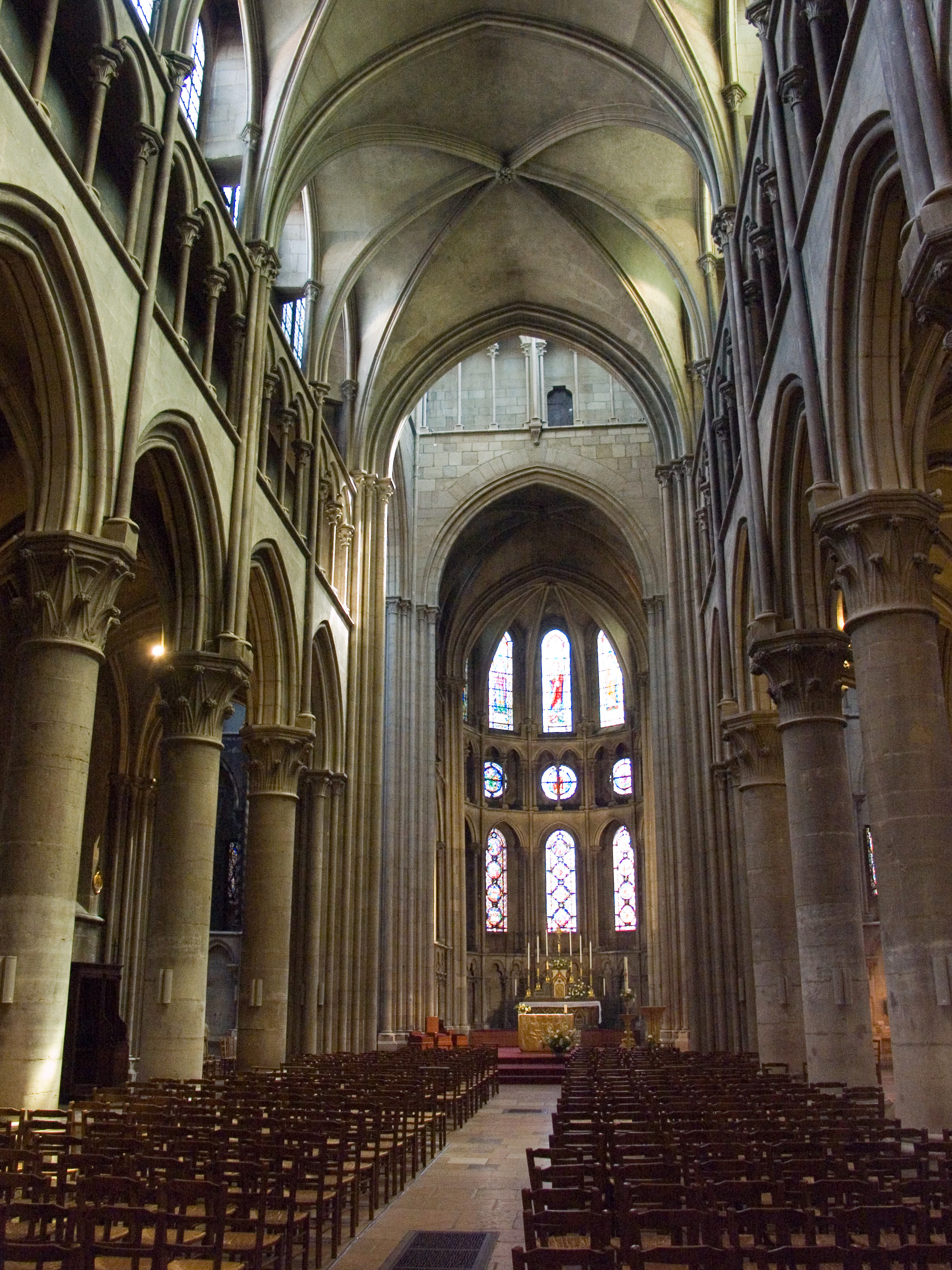
Interiér
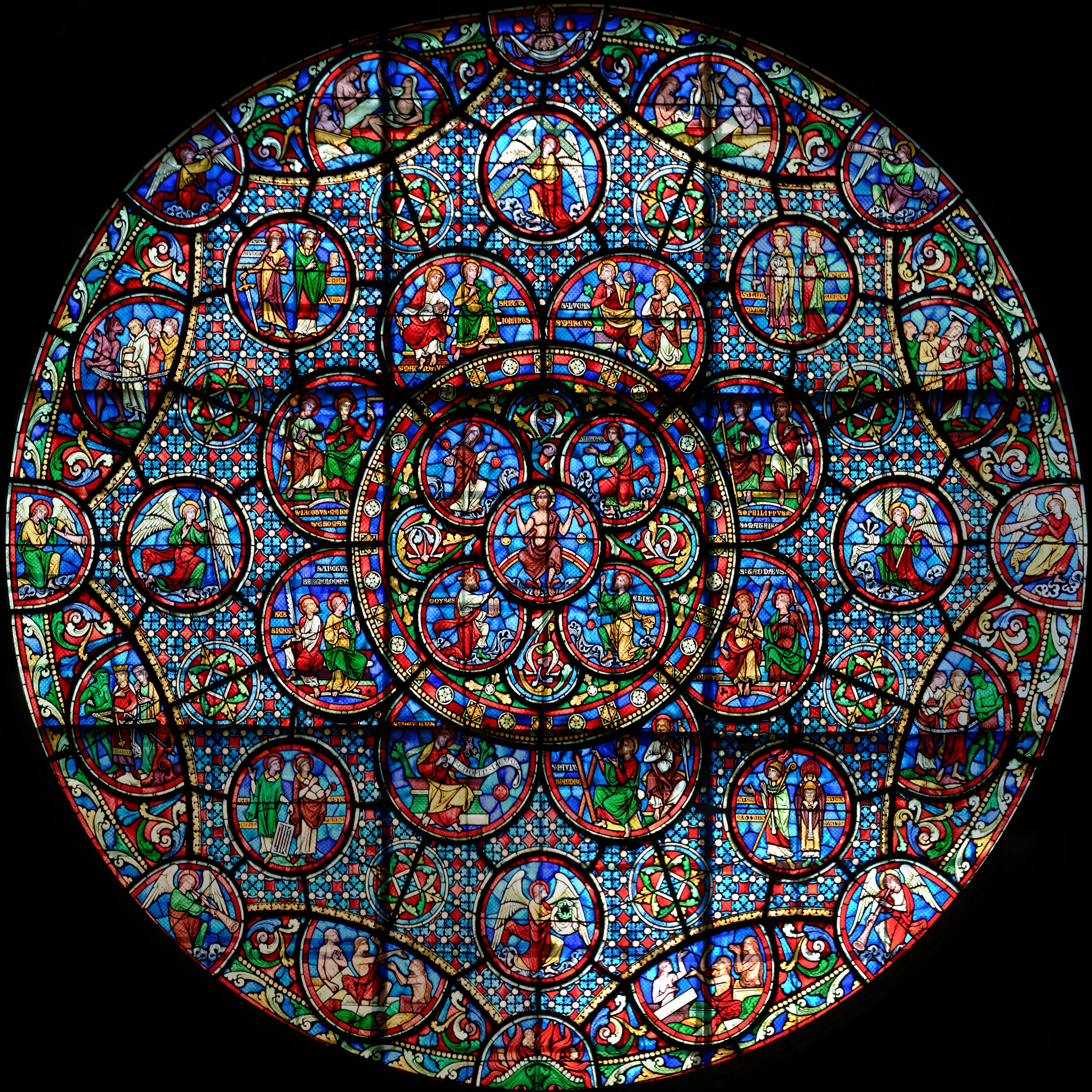
Vitráž v jižní příčné lodi
Půdorys kostela